# Karl Theodor von Küstner

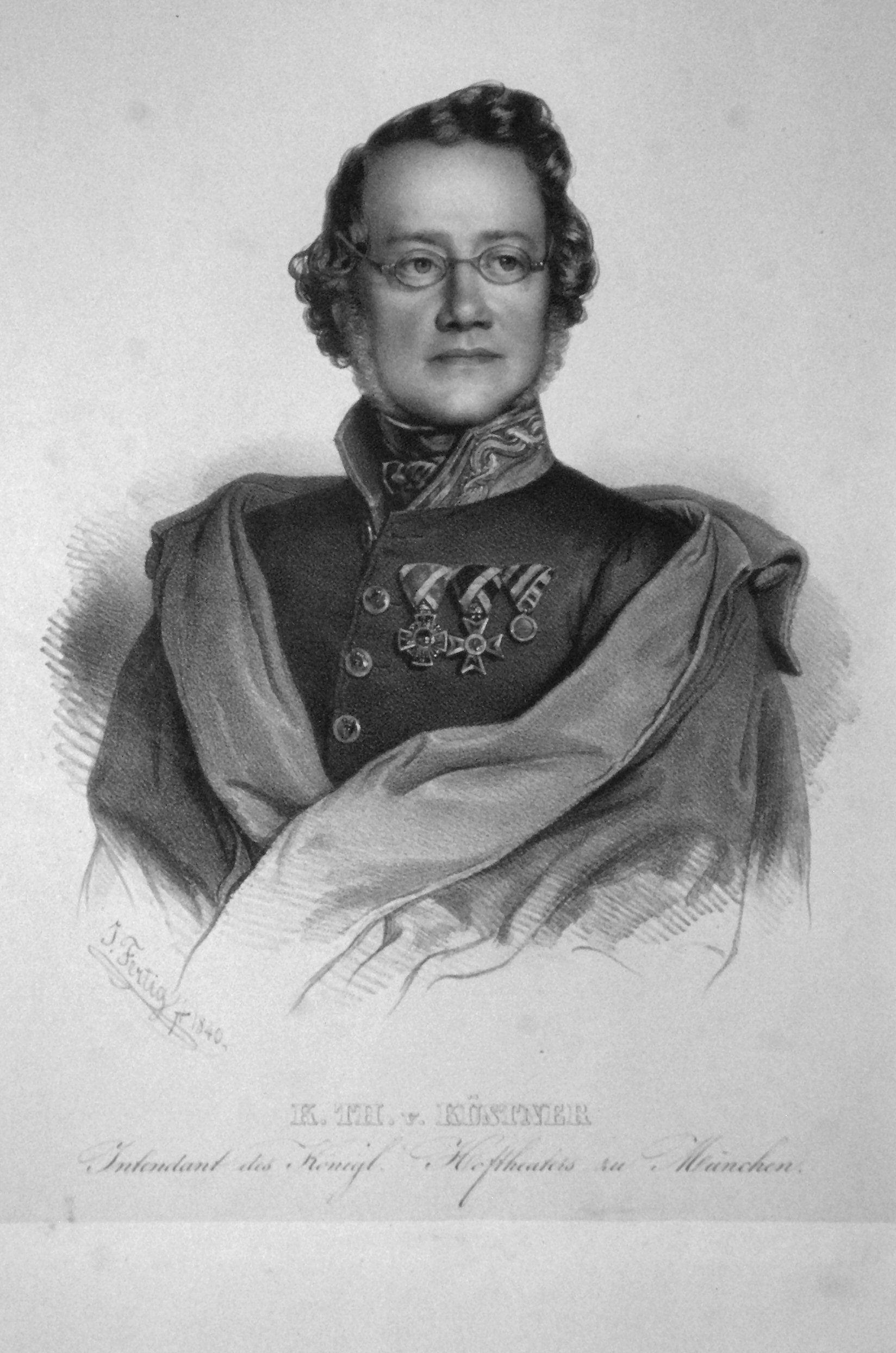
Karl Theodor von Küstner, Lithographie von Ignaz Fertig, 1840

Karl Theodor Küstner, ab 1837 von Küstner (* 26. November 1784 in Leipzig; † 28. Oktober 1864 ebenda) war königlich bayerischer Geheimer Hofrat und Hoftheater-Intendant.

## Herkunft
Er entstammt einer Bankiersfamilie. Sein Großvater war der Bankier Heinrich Küstner (1707–1776); seine Eltern waren der Banker Heinrich Küstner (1752–1816) und Marie Anne Crayen (1752–1831).

## Leben

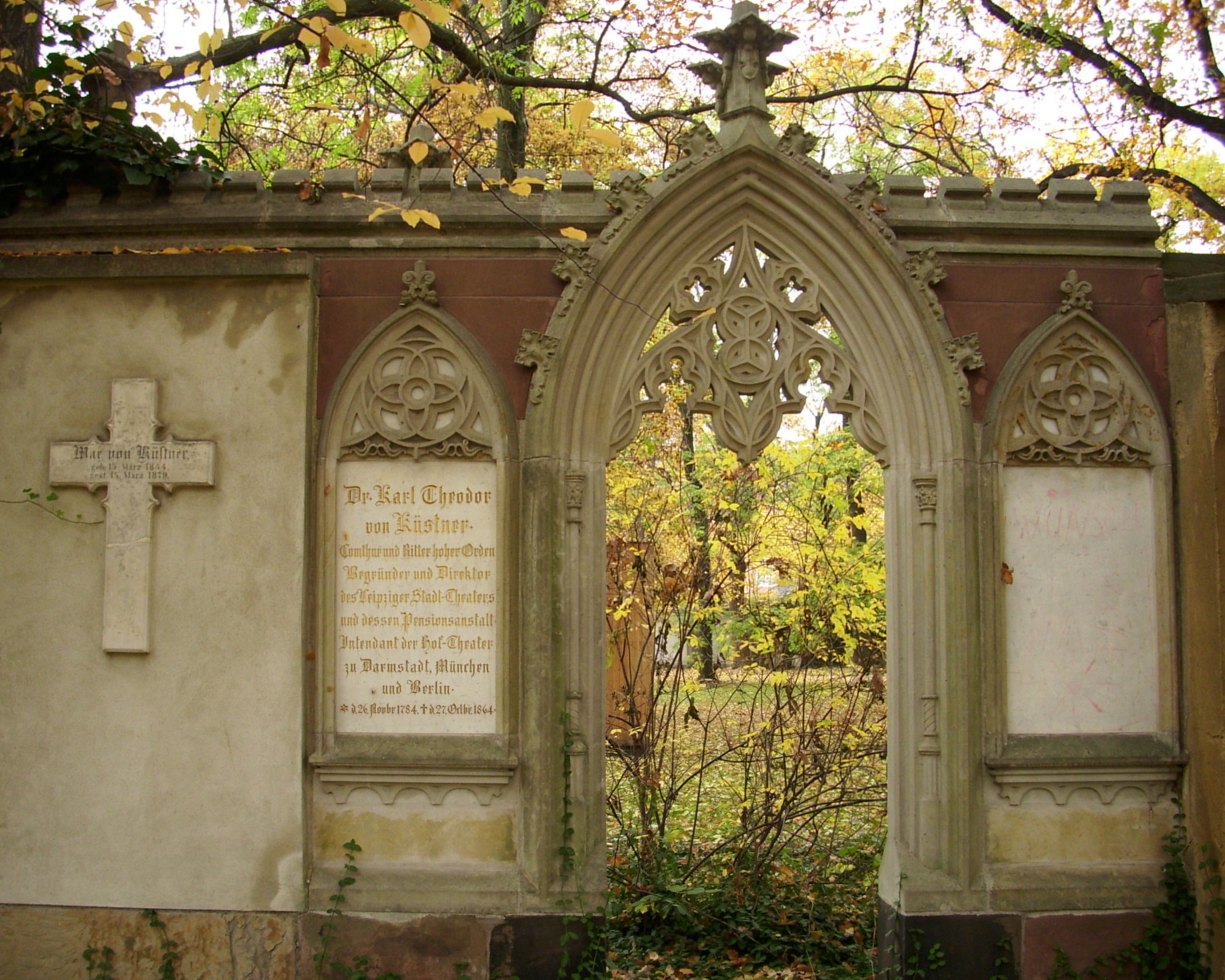
Grabstätte Karl Theodor von Küstner und Angehörige, Alter Johannisfriedhof Leipzig

Küstner lernte an der Thomasschule zu Leipzig und studierte an den Universitäten Leipzig und Göttingen die Rechte und machte nach einer größeren Reise durch Deutschland und Frankreich den Feldzug von 1814 als Husarenoffizier der sächsischen Freiwilligen mit. Vorliebe für die dramatische Kunst führte ihn zum Theater, dem er fortan als Intendant seine ganze Tätigkeit widmete. Er führte zunächst (1817–28) auf eigene Rechnung die Leitung des Leipziger Stadttheaters, das unter seiner Leitung zu einer der bedeutenden deutschen Bühnen wurde, und begründete zugleich eine Pensionsanstalt für die Mitglieder des Theaters (vgl. seinen „Rückblick auf das Leipziger Stadttheater“, Leipzig 1830). 1819 ist er in die Leipziger Freimaurerloge Minerva zu den drei Palmen aufgenommen worden, der er bis zu seinem Lebensende treu blieb.
Im Jahr 1830 als Direktor des Hoftheaters nach Darmstadt berufen, legte er schon nach einem Jahr, als der Hof die Unterstützung des Instituts versagte, seine Stelle nieder und stand seit 1833 dem Hoftheater in München vor, wo er seine Geschäftskenntnis wie seinen Kunstsinn von neuem glänzend bewährte. König Ludwig I., dem er sein Trauerspiel „Die beiden Brüder“ (Darmstadt 1833) gewidmet hatte, ernannte ihn zum Geheimen Hofrat. Am 11. Februar 1837 wurde Küstner in den bayerischen Adelsstand erhoben und am 15. März 1837 im Königreich Bayern bei der Adelsklasse immatrikuliert. 
Nach seiner Berufung 1842 als Generalintendant der königlichen Theater nach Berlin führte Küstner hier in den inneren technischen, ökonomischen und lokalen Verhältnissen des Theaterwesens die erfolgreichsten Reformen durch. Unter seiner Leitung erfolgte ab 1842 die Erneuerung der Königlichen Oper Unter den Linden. Noch vor dem Brand des Opernhauses in der Nacht zum 18. August 1843 wurden auf seine Initiative von den Architekten Carl Ferdinand Langhans, Leo von Klenze und August Stüler Umbaupläne ausgearbeitet, von denen der Entwurf des Hofbaurats Langhans favorisiert und umgesetzt wurde. 
Küstner erhielt 1848 das Großkomturkreuz des Verdienstordens vom Heiligen Michael und nahm 1851 seinen Abschied und lebte seitdem abwechselnd in Berlin und Leipzig, wo er 1864 starb.

## Leistungen
Um die dramatischen Schriftsteller hat sich Küstner in Verbindung mit Holbein durch Einführung der Tantieme (1845), um gesichertere Theaterverhältnisse durch Begründung des „Bühnenvereins“ (1846) verdient gemacht.
Theaterhistorisch wertvoll sind seine Schriften: Vierunddreißig Jahre meiner Theaterleitung (Leipzig 1853); Taschen- und Handbuch für Theaterstatistik (Leipzig 1855, 2. Aufl. 1857) und Album des königlichen Schauspiels und der königlichen Oper zu Berlin (Berlin 1858).